# Emthanjeni
Emthanjeni es un municipio local sudafricano situado en el distrito de Pixley ka Seme, en la provincia de Cabo Septentrional.

## Superficie
Emthanjeni tiene una superficie de 13 472 km².

## Demografía
En 2022, tenía 46 587 habitantes, una densidad poblacional de 3,45 hab./km², y 10 622 viviendas.